# Monoctenia smerintharia
Monoctenia smerintharia är en fjärilsart som beskrevs av Felder 1895. Monoctenia smerintharia ingår i släktet Monoctenia och familjen mätare. Inga underarter finns listade i Catalogue of Life.

## Bildgalleri

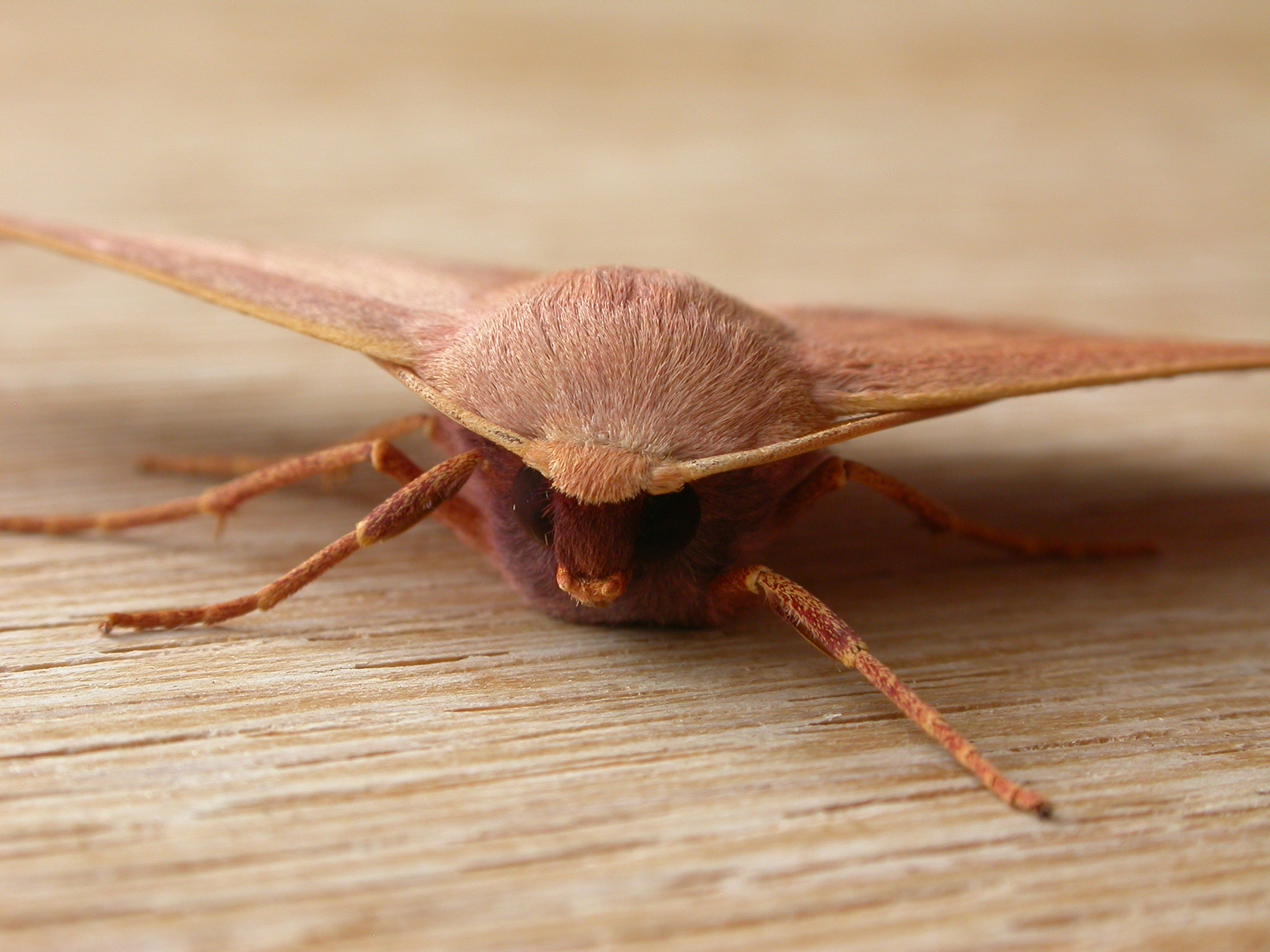